# Gary Zebrowski
Gary Zebrowski (ur. 21 lipca 1984) – francuski snowboardzista. Jego najlepszym wynikiem olimpijskim jest 6. miejsce w halfpipe’ie na igrzyskach w Turynie. Na mistrzostwach świata najlepszy wynik uzyskał na mistrzostwach w Arosa, gdzie zajął 8. miejsce w halfpipe’ie. Najlepsze wyniki w Pucharze Świata osiągnął w sezonie 2008/2009, kiedy to zajął 25. miejsce w klasyfikacji generalnej, a w klasyfikacji halfpipe’a był trzeci.

## Sukcesy

### Igrzyska olimpijskie
| Miejsce | Dzień     | Rok  | Miejscowość | Konkurencja | Zwycięzca   |
| ------- | --------- | ---- | ----------- | ----------- | ----------- |
| 6.      | 12 lutego | 2006 | Turyn       | Halfpipe    | Shaun White |
| 13.     | 17 lutego | 2010 | Vancouver   | Halfpipe    | Shaun White |

### Mistrzostwa Świata
| Miejsce | Dzień       | Rok  | Miejscowość | Konkurencja    | Zwycięzca        |
| ------- | ----------- | ---- | ----------- | -------------- | ---------------- |
| 20.     | 17 stycznia | 2003 | Kreischberg | Halfpipe       | Markus Keller    |
| DNS     | 19 stycznia | 2003 | Kreischberg | Snowboardcross | Xavier de Le Rue |
| 8.      | 20 stycznia | 2007 | Arosa       | Halfpipe       | Mathieu Crepel   |
| 11.     | 23 stycznia | 2009 | Kangwŏn     | Halfpipe       | Ryō Aono         |

### Puchar Świata

#### Miejsca w klasyfikacji generalnej
- 2001/2002 - -
- 2002/2003 - -
- 2003/2004 - -
- 2004/2005 - -
- 2005/2006 - 104
- 2006/2007 - 193
- 2008/2009 - 25
- 2009/2010 - 113

#### Miejsca na podium
1. Serre Chevalier – 8 marca 2003 (Halfpipe) - 2. miejsce
2. Arosa – 13 marca 2003 (Halfpipe) - 3. miejsce
3. Tandådalen – 18 marca 2005 (Halfpipe) - 1. miejsce
4. Valmalenco – 21 marca 2009 (Halfpipe) - 1. miejsce